# Колкудык
Колкудык (каз. Қолқұдық) — село в Отырарском районе Туркестанской области Казахстана. Входит в состав Балтакольского сельского округа. Код КАТО — 514835500.

## Население
В 1999 году население села составляло 925 человек (464 мужчины и 461 женщина). По данным переписи 2009 года, в селе проживали 982 человека (486 мужчин и 496 женщин).